# Leo Pettersson

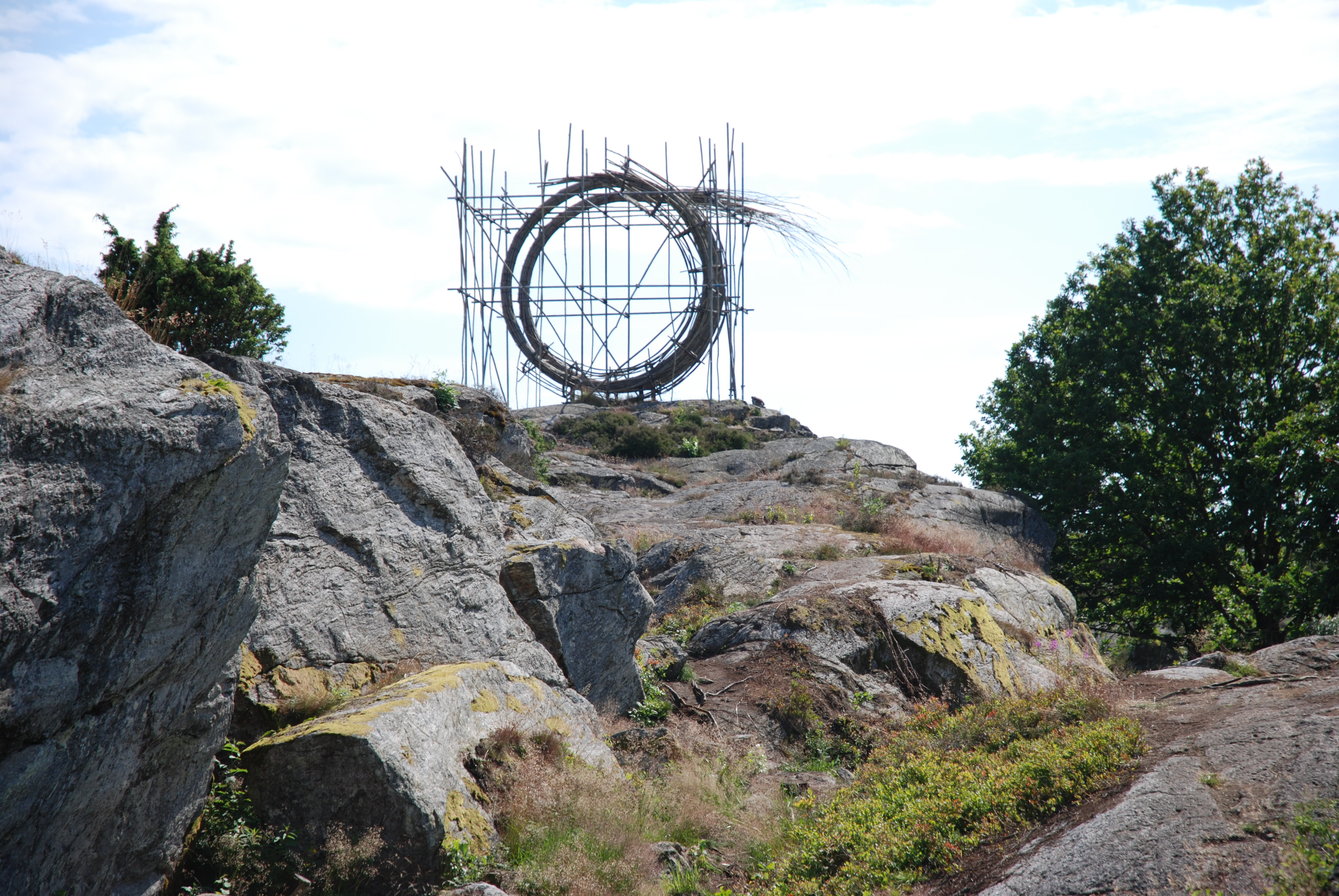
Sprung, Skulptur i Pilane

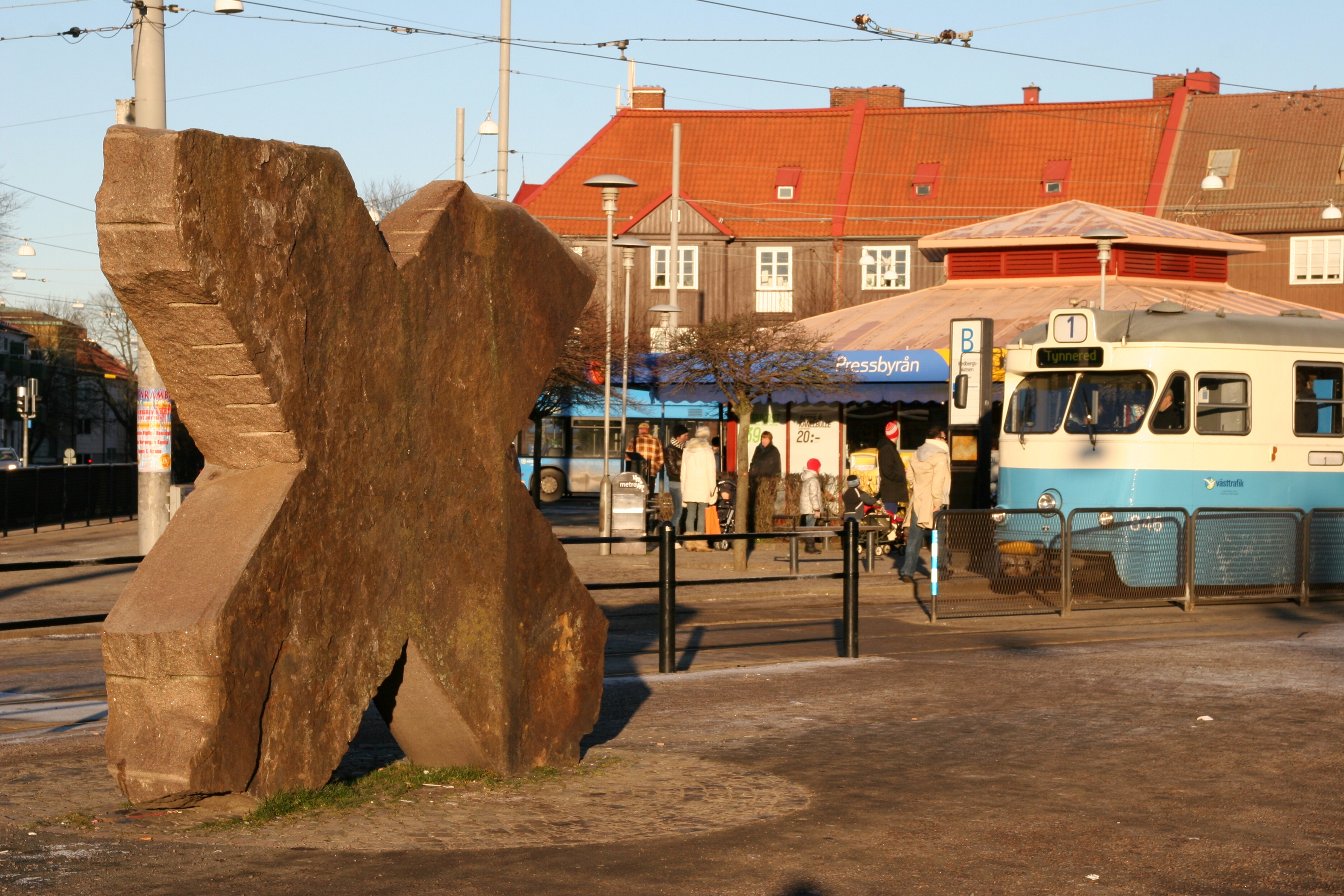
Klippdocka på Redbergsplatsen i Göteborg

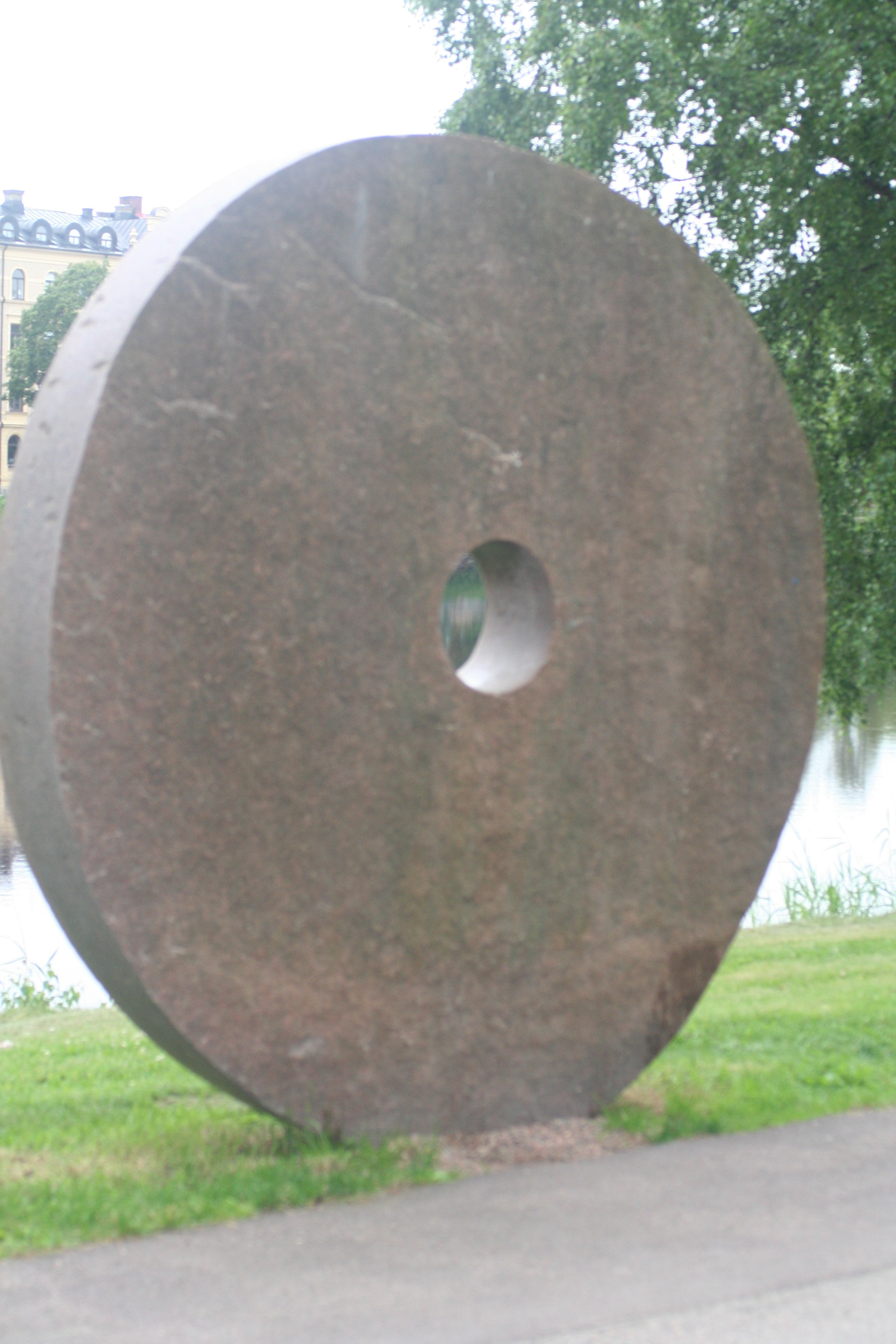
Och solen har sin gång i Karlstad

Anders Leo Pettersson, född 4 maj 1953 i Partille, är en svensk skulptör.
Leo Pettersson utbildade sig på Valands konsthögskola i Göteborg 1973-1978. Han hade sin första separatutställning i Tidaholms konsthall 1984.
Leo Pettersson bor och arbetar på Orust.
Han fick Sten A Olssons kulturstipendium 1999.

## Offentliga verk i urval
- Gycklaren, brons, 1989, Österlånggatan 29 i Eksjö
- Klippdocka, granit, 1989, Redbergsplatsen i Göteborg
- Den röda tråden, målad sträckmetall i alumnium och rostfritt stål, 2007, rondellen vid infarten till Mölnlycke centrum
- Sprung, installation, 2009, Skulptur i Pilane
- Aladdins lampa/den dansande dervischen, brons med mera, 2010, utanför Lindeskolan i Lindesberg
- Och solen har sin gång, granit, Sandgrundsudden i Karlstad
- Skulptur vid kajkanten vid Röda sten i Göteborg

- Pettersson är representerad vid bland annat Göteborgs konstmuseum[1].